# 美國材料信息學會
美國材料信息學會（英語：ASM International），前身為美國金屬學會（American Society for Metals），是一個材料科學與工程學的專業機構。

## 外部連結
- 官方网站